# SE 파우메이라스
소시에다지 이스포르치바 파우메이라스(Sociedade Esportiva Palmeiras)는 상파울루를 연고로 하는 브라질의 축구 클럽으로, 1914년 8월 26일 소시에타 스포르티바 팔레스트라 이탈리아(Società Sportiva Palestra Italia)라는 이름으로 창단되었다. 현재의 이름으로 변경된 것은 1942년 9월 14일의 일이다.
팀의 별칭은 초록색을 의미하는 베르당(Verdão)으로, 유니폼과 팀의 상징색이 초록색이기 때문이다. 이탈리아 출신 이민자 대부분을 포함 모두 1,700만 명의 팬층을 거느리고 있는 인기 클럽으로서, 상파울루 주 대회에서 우승 24회, 브라질 세리이 A 우승 11회, 컵대회 4회, 그리고 코파 리베르타도레스 우승 3회, 코파 메르코수르 우승 1회 등 화려한 역사를 소유하고 있다.
상파울루를 대표하는 명문팀으로 코린치안스와의 더비 경기는 데르비 파울리스타라는 이름으로 세계에서 가장 치열한 더비 경기 중 하나이며, 동일한 연고지를 가진 상파울루와의 경기 역시 초케-레이라는 별칭으로 불릴 정도로 치열한 역사를 이루어 왔다.
특히 데르비 파울리스타는 영화 로미오와 줄리엣 결혼하다(O Casamento de Romeu e Julieta, 2005)의 소재가 되기도 할 정도로 매우 유명하다.

## 역사

### 구단명과 상징

창단 당시 앰블럼

파우메이라스는 1914년 8월 26일 소시에타 스포르치바 팔레스트라 이탈리아라는 이름으로 탄생하였다. 팔레스트라는 체육을 뜻하는 고대 그리스어이다. 창립자들은 상파울루주의 이탈리아인 주민 사회의 일원이었던 루이지 체르보, 빈센조 라고녜티, 루이지 엠마누엘레 마르조 그리고 에제키엘 시모네로 총 네 명이 주도하였다. 초창기 구단의 상징색은 이탈리아의 국기를 본 따 초록과 하양과 빨강으로 구성되었다. 오늘날의 크루제이루 EC 또한 이탈리아인들에 의해 창단되었고, 벨루오리존치의 팔레스트라 이탈리아 구단으로 등극하였다.

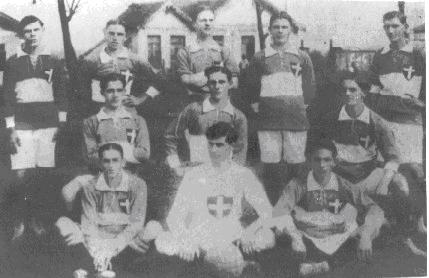
1916년 팔레스트라 이탈리아 시절

제2차 세계 대전 발발 이후 브라질이 연합국 진영에 참전하면서, 브라질 당국은 파우메이라스와 크루제이루(당시 벨루오리존치의 팔레스트라 이탈리아)로 하여금 이탈리아를 연상시키는 구단 명칭을 변경하도록 강제하였다. 이후 파우메이라스는 구단의 명칭을 팔레스트라 상파울루로 변경하였고, 구단의 상징색을 녹색으로 변경하였다. 그러나 브라질로부터 압박이 지속적으로 이루어지자, 1942년 구단 명칭을 오늘날의 소시에다지 스포르치바 파우메이라스로 변경하였다. 또한 오늘날까지 이어져 오고있는 앰블럼 가운데의 "P"가 적힌 방패문양이 이 당시 고안되어 사용되었다. 파우메이라스는 붉은 색 유니폼을 주로 써드 유니폼으로 사용하기 시작하였으며, 친선 경기에서 주로 사용하였다.
- 1914-1942 : 소시에타 스포르치바 팔레스트라 이탈리아
- 1942 : 소시에타 스포르치바 팔레스트라 상파울루
- 1942- : 소시에타 이스포르치바 파우메이라스

### 팔레스트라의 탄생: 1910년대

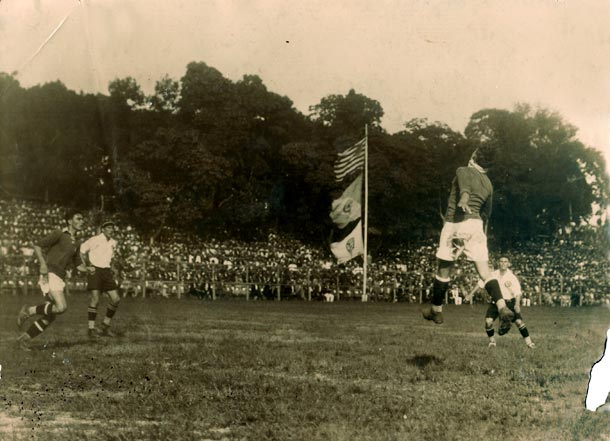
1920년대 코린치앙스를 상대하는 파우메이라스

20세기 초에 들어서면서, 상파울루주의 젊은 이탈리아인들은 이탈리아 주민 사회를 대표할 상파울루의 축구단을 만들기를 열망하였다. 그러나 이탈리아가 통일된 지 30년 남짓한 시점이었기에, 브라질 유수의 이탈리아계 구단들은 이탈리아를 대표하기보다 이탈리아의 지역들을 대표하였다. 그러나 브라질 내에서 축구는 견고히 자리잡아가고 있었고, 파우메이라스의 창립자들은 팬들을 모을 방법을 모색하였다. 그들은 팬풀라 (Fanfulla)라는 언론 매체를 통해 브라질 내의 이탈리아인들의 축구에 대한 수요를 끌어들였다. 그 결과 몇몇 사람들이 구단을 찾아오게 되었다.
1914년 8월 26일 루이지 마르조와 루이지 체르보의 주도 하에 총 46명의 일원들이 알럄브라에 모여, 이탈리아계 브라질 축구단 "팔레스트라 이탈리아"를 창단하였다. 구단의 초대 회장으로 에제키엘 시메오네가 선출되었다. 이 구단의 창단에 대해 브라질 내 이탈리아 영사관도 관심을 표했으며, 이 구단으로 하여금 브라질 내 이탈리아인들의 화합과 번영에 도움이 되고자 하였다. 구단의 역사적인 첫번째 경기는 상파울루 주의 보토란칭의 사보이를 상대로하는 경기였으며, 팔레스트라 이탈리아가 2-0으로 승리를 거두었다.

### 최초의 타이틀: 1920~30년대

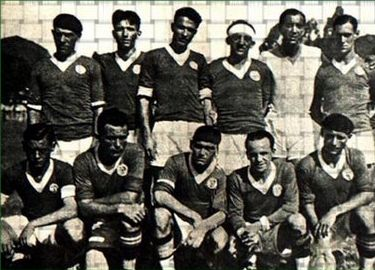
1932년의 팔레스트라

1916년 상파울루의 주리그 캄페오나투 파울리스타에 참가하며, 구단 역사상 처음으로 국내 주요 리그에 참여하게 되었다. 해당연도 캄페오나투 파울리스타에서 준우승을 차지하였다. 이 때 SC 코린치앙스 파울리스타와 처음으로 맞붙었으며, 팔레스트라가 각각 3-0과 3-1로 승리를 거두었다. 이 시즌의 대결로 인해 오늘날까지 그 라이벌 관계가 지속되어 오고 있다. 1920년 팔레스트라 이탈리아가 상파울루 주리그에서 우승을 차지하였다.
구단은 지속적으로 성장하였으며, 1920년 경기장 이스타지우 팔레스트라 이탈리아를 구매하였다. 1933년 매입한 경기장의 확장 및 리모델링 공사를 진행하였다. 이 리모델링 이후 이스타지우 팔레스트라 이탈리아는 브라질 최초의 콘크리트 스탠드와 철조망 펜스를 갖춘 구장이 되었다. 1930년대에 팔레스트라는 상파울루 주리그에서 3회 동안 챔피언 자리에 올라섰다. 농구 구단도 운영하고 있던 팔레스트라 였는데, 농구단 또한 이 시기에 3회 우승을 이루면서, 구단의 팬들은 다음과 같은 응원가를 만들어 불렀다.
```
"발로 하던, 손으로 하던, 팔레스트라가 이 땅에서 최고라네."

"With the feet or with the hands, Palestra is the best in the land."
```

### 챔피언의 탄생: 1940년대

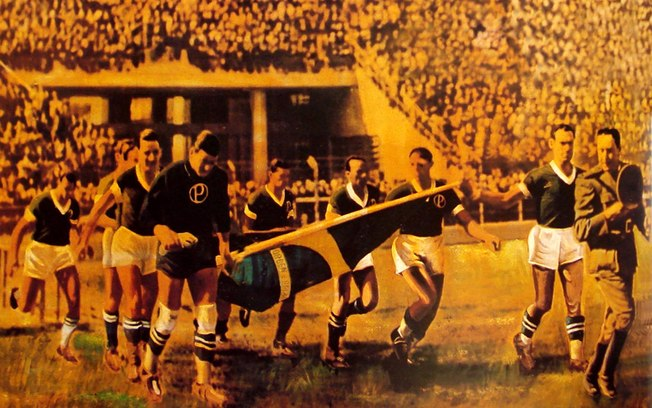
1942년 브라질 국기를 들고 입장하는 파우메이라스 선수단.

제2차 세계 대전에 브라질이 연합국 진영에 참전하면서, 제툴리우 바르가스 대통령은 추축국의 이름을 사용하는 모든 기구와 기관들에 제재를 가하였다. 팔레스트라 이탈리아 또한 여기에서 자유로울 수 없었으며, 구단의 명칭을 팔레스트라 상파울루로 변경하였다. 팔레스트라는 그리스어이었기 때문에, 변경할 필요가 없었다. 그러나 격렬했던 시기였던 만큼, 명칭 변경만으로는 구단으로 하여금 정치권과 스포츠계의 압박으로부터 완벽히 자유로울 수 없었다. 갖가지 제약 아래 구단은 여러 자산들을 포기하고, 대회에서의 제명되는 것에까지 직면하게 되었다. 1942년 9월 20일 캄페오나투 파울리스타의 시즌 마지막 경기 바로 전 날 밤, 구단의 이사회는 구단의 공식 명칭을 파우메이라스로 변경하기로 결정하였다. 파우메이라스는 야자수를 뜻하는 파우메이라(포르투갈어: Palmeira)의 복수형이다.
상파울루 FC와의 캄페오나투 파울리스타 마지막 경기에, 파우메이라스 선수단은 아다우베르투 멘지스 대위의 지도 하에 브라질 국기를 들고 입장하였다. 이 경기에서 파우메이라스는 3-1로 앞서나갔다. 상파울루 FC의 서포터들은 격분하였고, 이에 상파울루 FC의 코치진들은 선수들에게 파우메이라스는 적국의 구단인 것을 상기시켜주었다. 그러나 경기는 그대로 종료되었고, 파우메이라스는 첫 우승을 자축하였다. 다음 날 신문 헤드라인에는 다음과 같이 적혀져 반포되었다. "리더는 죽고, 챔피언이 탄생하였다."

### 역사상 첫 세계 챔피언: 1950년대

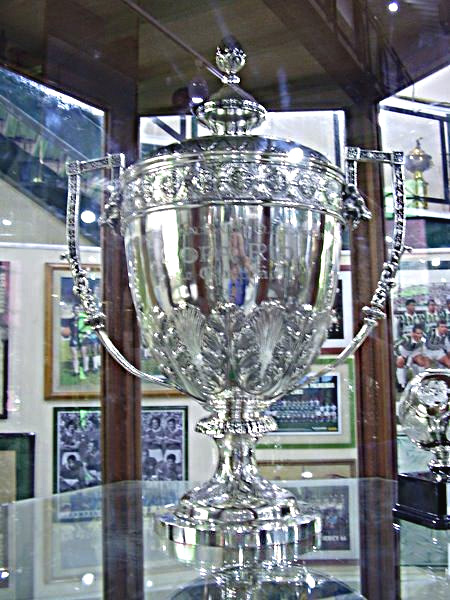
1951년 최초의 세계 클럽 대항전 트로피

1951년 1월 브라질의 신문사 오 글로부 스포르치부는 쥘 리메 FIFA 회장이 리우데자네이루에서 세계 클럽 대항전을 개최하기로 결정했음을 보도하였다. 이 대회에는 CR 바스쿠 다 가마(브라질), FK 아우스트리아 빈(오스트리아), 클루브 나시오날 데 풋볼(우루과이), 스포르팅 CP(포르투갈)가 리우데자네이루에서, 유벤투스 FC(이탈리아), FK 츠르베나 즈베즈다(유고슬라비아), 올랭피크 드 마르세유(프랑스)가 상파울루에서 대회를 치르게 되었으며, 총 8개 팀이 브라질을 방문하게 되었다. 말뫼 FF, FK 라피드 빈, 토트넘 홋스퍼 FC도 초청을 받았으나 거절하였다. 사상 첫 세계 클럽 대항전의 결승전은 유벤투스와 파우메이라스의 경기로 치러졌고, 파우메이라스가 최종 우승을 차지했다. 이 사실에 대해서는 FIFA가 2000년에 확인하였고, 2007년에 공식 기록으로 인정하였다.

### 브라질의 거인: 1960-70년대
1960년대에는 파우메이라스에 전설적인 인물이 등장하여, 팀을 시대의 상징으로 만들었으며, 그의 이름은 아지미르 다 기아이다. 이 시절 파우메이라스는 "브라질 축구의 아카데미"라 불리기 시작하였다. 1965년 파우메이라스는 캄페오나투 파울리스타에서 매우 뛰어난 경기력으로 우승을 차지하였다. 이 대회에서 강호 산투스 FC를 상대로 7골을 몰아치기도 하였으며, 보타포구 FR을 상대로 5골, 상파울루 FC를 상대로 5골, CR 바스쿠 다 가마를 상대로 4골을 몰아쳤다. 해당 연도에는 브라질 스포츠 협회가 우루과이 축구 국가대표팀을 상대로 열린 비공식 경기에서 파우메이라스 선수단 전체를 브라질 축구 국가대표팀으로 선발하기도 하였다. 셀레상(포르투갈어: Seleçao)이 된 파우메이라스는 노란색 대신 본래 구단의 색인 녹색을 입고 뛰었으며, 우루과이를 상대로 3-0 대승을 거두었다.
1960년대 후반 파우메이라스는 코파 두 브라질과 호베르투 고메스 페드로사 토너먼트에서 우승을 차지하였다. 이 시기의 파우메이라스는 루이스 페헤이라, 레이비냐, 에메르종 레앙, 두두, 세자르 말루쿠 등의 선수들로 제 2의 아카데미 시대를 열고 있었다.
1970년대에 들어서 오즈와우두 브란당의 지도 아래 몇몇 타이틀을 거머쥐었다. 캄페오나투 파울리스타 3회 우승을 달성하였으며, 그 중 한 번은 무패우승이었다. 또한 새롭게 탄생한 브라질 전국 리그에서도 2회 우승을 이루어냈다. 이 외에 타 지역의 대회에서도 우승했는데, 스페인의 라몬 데 카란사와 아르헨티나의 마르 델 플라타가 그것이었다.

### 잃어버린 10년: 1980년대
1960년대와 1970년대의 영광을 뒤로한 채, 파우메이라스는 1980년대를 아무런 타이틀 없이 보내버렸다. 1981 시즌 전국 리그에서 강등을 당하는 충격적인 일로 1980년대를 시작하였다. 1986년 파우메이라스는 캄페오나투 파울리스타에서 SC 코린치앙스 파울리스타를 꺾고 10년만에 결승전에 진출하기도 하였으나, 인테르 지 리메이라에게 패배하여 우승을 놓치고 말았다.

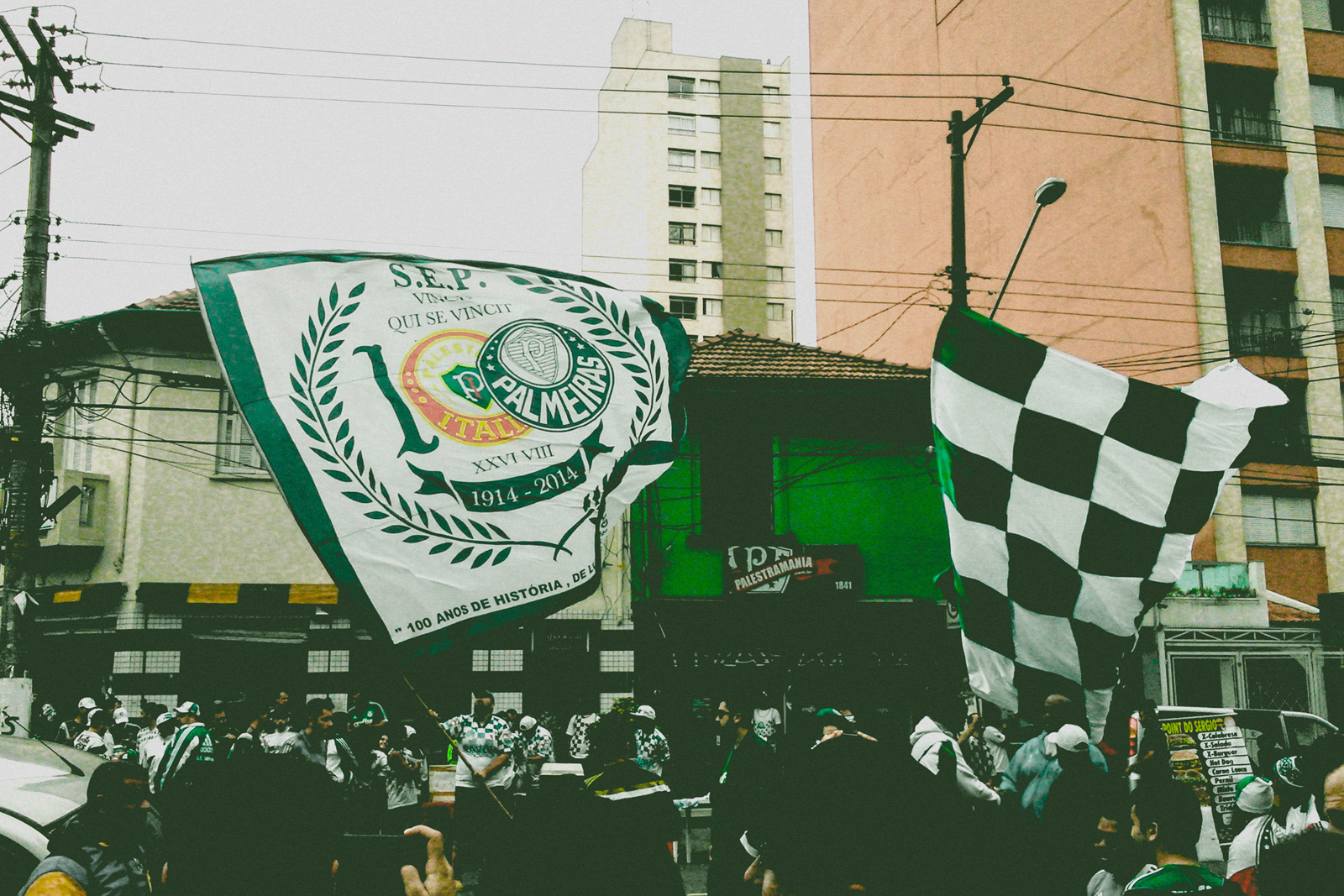
파우메이라스의 서포터들

1986년 10월 29일 파우메이라스의 팬들은 그들의 마스코트로 돼지(포르투갈어: Porco)를 선정하였다. 이후 산투스 FC의 팬들이 경기장에서 그들을 조롱하기도 하였으나, 파우메이라스의 팬들은 그들의 마스코트에 개의치 않아 하며 돼지를 연호하는 응원으로 화답하였다. 수년 뒤 플라카르 스포츠 잡지는 당시 파우메이라스의 스타였던 조르지뉴 푸치나티의 사진에 돼지를 그의 무릎에 앉혀놓아, 파우메이라스의 상징을 더욱 강조하였다.
1988년 캄페오나투 브라질레이루 세리이 A에서 CR 플라멩구와 흥미로운 경기가 펼쳐졌다. 파우메이라스의 스트라이커 가우슈가, 기존 골키퍼의 부상으로 인해 후반 막판에 그 대신 대체되어 활약하였다. 경기는 승부차기로 돌입하였고, 가우슈가 두 번의 슈팅을 막아냈으며 그가 키커의 차례가 되었을 때 득점에 성공하였다.
1989년 파우메이라스는 캄페오나투 파울리스타의 결승전에 또 다시 오르며, 다시 챔피언 타이틀을 노렸다. 그러나 결승전에서 CA 브라간치누에게 패배하며, 뛰어난 경기력을 토대로 승리를 수 없이 해왔음에도 불구하고, 1980년대를 무관으로 보냈다.

### 브라질 최강이 되다: 1990년대
파우메이라스의 무관은 1992년까지 지속되었다. 그러나 이탈리아의 우량 기업 파르말라트와 스폰서십을 체결한 이후, 브라질에서 가장 부유한 구단으로 발돋움 하였다. 이 스폰서 계약은 8년간 지속되었다.
1992년 캄페오나투 파울리스타 결승전에서 그들의 최대 라이벌 SC 코린치앙스 파울리스타를 꺾고 마침내 우승을 거두었다. 같은 해 리우-상파울루 챔피언십과 캄페오나투 브라질레이루 세리이 A에서도 우승을 차지하였다. 이듬해인 1993년 주리그와 전국리그를 또다시 석권하며, 브라질 축구 역사상 전례가 없는 주리그와 전국리그 2년 연속 동시 우승을 일구어냈다. 1996년 파우메이라스는 캄페오나투 파울리스타에서 100골 이상을 몰아치며 우승을 차지하였다. 1998년에는 코파 메르코수르와 코파 두 브라질에서 우승을 차지하였다.

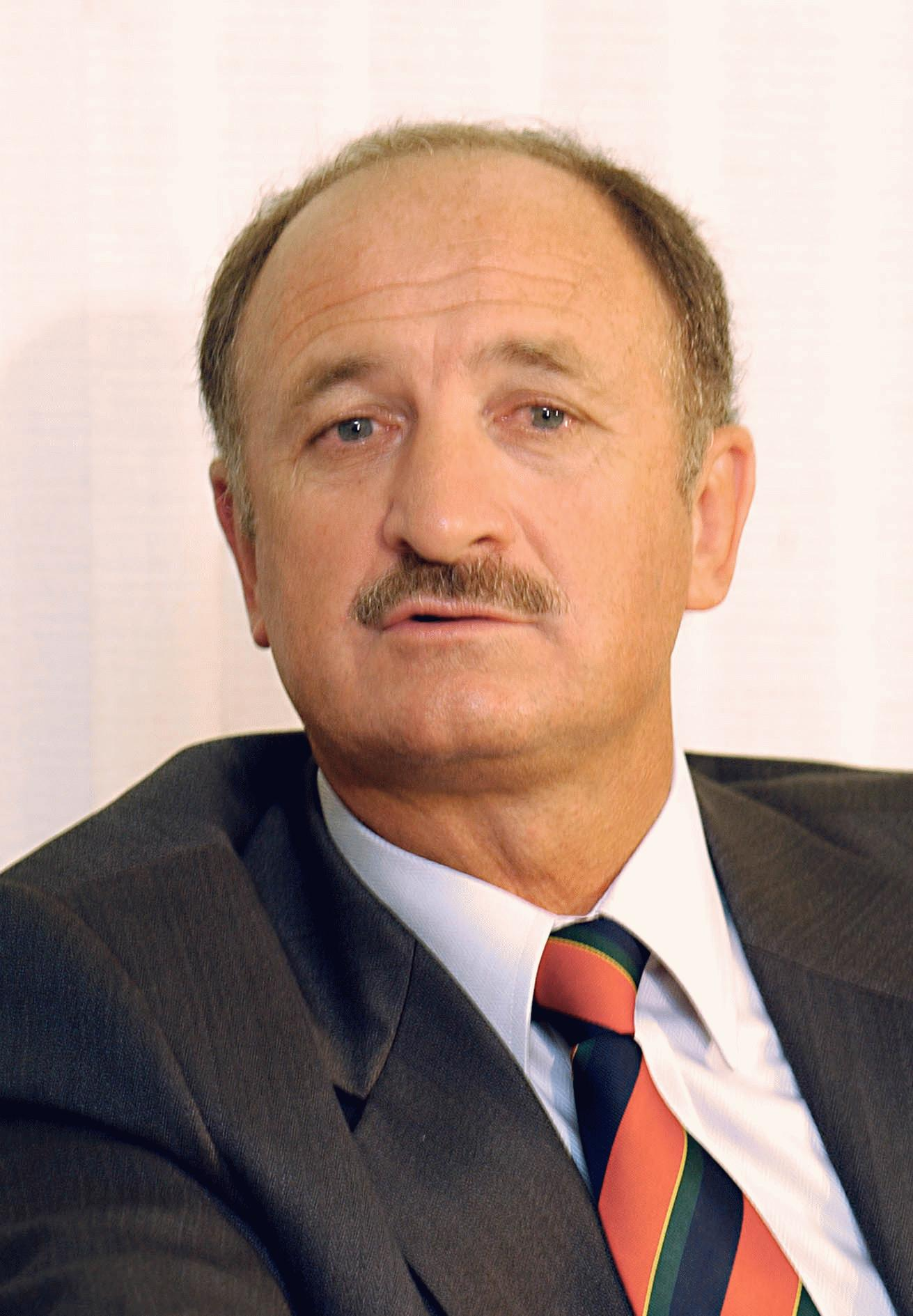
루이스 펠리피 스콜라리

1999년 명장 루이스 펠리피 스콜라리의 지도 하에 남아메리카 최고의 대륙 대회인 코파 리베르타도레스에 참가하였고, 이는 파우메이라스 역사상 가장 중요한 순간이었다. 결승전에서 콜롬비아의 데포르티보 칼리와 맞붙었으며, 1차전 원정에서는 0-1 패배를 당했다. 그러나 2차전 홈 경기장에서 2-1로 칼리 팀을 꺾고 승부 차기에서 승리를 거두면서, 첫 코파 리베르타도레스 우승을 차지하였다. 이 시기를 상징하는 인물들로는 이드문두, 이바이르, 지뉴, 알레스, 마르쿠스, 세자르 삼파이우가 있었다. 같은 해 일본 도쿄에서 열린 인터콘티넨털컵 결승전에 진출했다. 그러나 뛰어난 경기력을 선보였음에도 불구하고, 잉글랜드의 맨체스터 유나이티드 FC에게 패배하며, 구단이 가질 수 있는 세계 최고의 타이틀을 놓치고 말았다.
국내와 국외에서 주요 대회를 석권하면서, 여러 매체가 파우메이라스를 20세기 브라질 최고의 팀으로 선정하였다.

### 새로운 시대: 2000년대
2000년 파우메이라스는 참가한 거의 모든 대회에서 우승을 다투었다.
브라질 내의 챔피언스리그라 할 수 있는 코파 두스 캄페옹이스에서, 결승전 스포르트 헤시피와의 대결에서 승리를 거두어 우승을 차지하였다. 리우-상파울루 토너먼트에도 결승전에 진출하였고, CR 바스쿠 다 가마를 1, 2차전에서 모두 꺾고 우승을 차지하였다. 코파 메르코수르에서도 결승전에 진출하였는데, 이 대회에서는 바스쿠 다 가마에게 패배하여 우승을 놓쳤다. 또한 코파 리베르타도레스 결승전에도 올랐으며, 이번에는 아르헨티나의 보카 주니어스 만나 상대하게 되었다. 부에노스아이레스에서 열린 1차전은 2-2 무승부로 끝이 났으며, 홈에서 열린 2차전도 0-0으로 끝이 났다. 우승은 승부차기로 결정되었으며, 승자는 보카 주니어스였다.
화려하게 막을 내린 2000년 이후 파우메이라스와 파르말라트의 스폰서십 계약은 종료되었다. 2001년 코파 리베르타도레스 4강전에서 다시 보카 주니어스와 격돌하였고, 파우메이라스가 승리를 거두었다. 그러나 2002년 파우메이라스는 뜻밖에도 최악의 부진을 겪으며, 캄페오나투 브라질레이루 세리이 B로 강등되었다. 그러나 곧바로 승격에 성공하며, 2004년 전국 1부로 돌아왔다. 2004년과 2005년 파우메이라스는 전국 리그 4위를 기록하고 코파 리베르타도레스에 진출하였으나, 두 번 모두 상파울루 FC에게 패배하며, 16강에서 탈락하였다. 이드문드의 말년을 함께한 2007년 파우메이라스는 다시 4위를 기록하였다.
2008년 파우메이라스는 트래픽이라는 대형 마케팅 에이전시와 스폰서십 계약을 체결하였다. 이후 대형 계약을 속속히 진행하였는데, 반데를레이 루솀부르구 감독의 선임이 대표적이었다. 2008 시즌 전국 리그 4위를 기록하였고, 캄페오나투 파울리스타에서의 22번째 우승을 차지하였다.
2008년 구단의 새로운 구장에 대한 계획이 세워졌다. 본래의 이스타지우 팔레스트라 이탈리아를 허물고, 그 자리에 새로운 구장을 건설하는 것이 결정되었다. 구단의 창단 100주년이 되는 2014년 완공을 목표로 하였으며, 이는 현재 사용 중인 알리안츠 파르키이다. 2009년 구단은 코파 리베르타도레스 8강에 진출하였으나, 우루과이의 구단 클루브 나시오날 데 풋볼에게 패배하며 탈락하였다. 해당 시즌 캄페오나투 브라질레이루 세리이 A에서 우승에 근접하였으나, 구단 내부에서 정치적인 분쟁이 발생하였고, 이 것이 팀 전체적으로 분위기에 영향을 미쳐 결과적으로 5위에 머무르고 말았다.

### 창단 100주년과 위기: 2010년대 초
파우메이라스는 2010년부터 2014년까지 새로운 구장의 건축을 위해 이스타지우 두 파카엠부를 임시 홈 구장으로 사용하였다. 2012년 코리치바 FC와의 코파 두 브라질 결승전에서 승리를 거두며, 대회 무패 우승을 달성하였다. 그러나 영광의 순간이 겨우 3달이 채 지나지 않은 시점에서 감독 루이스 펠리피 스콜라리가 구단을 떠나며, 팀이 흔들리기 시작하였다. 파우메이라스는 후임 감독으로 AA 폰치 프레타의 감독 지우종 클레이나를 선임하였으나, 팀의 경기력은 좋아지지 않았다. 결국 2002년 이후 역사상 두번째로 세리이 B로 강등이 결정되었다.
2012년 말 파울루 노브리가 새로 회장으로 선출되었다. 캄페오나투 브라질레이루 세리이 B 2013 시즌 파우메이라스는 깔끔하게 승격에 성공하였다. 이로써 다행히도 파우메이라스는 창단 100주년을 캄페오나투 브라질레이루 세리이 A에서 치르게 되었다. 그러나 그들의 100주년은 불안하게 출발하였다. 시즌 초반 클레이나 감독이 경질되었으며, 알랑 카르덱, 엔히키 등 주요 선수가 팀을 떠나며, 팀은 더욱 위태로워졌다. 브라질 월드컵 이후 아르헨티나의 리카르도 가레카 감독이 지휘봉을 잡았으나, 짧은 재임 기간을 뒤로 하고 경질되었다. 강등권에서 허덕이고 있던 구단은 도리바우 주니오르가 맡게 되었고, 결국 리그 16위를 기록하며 강등만은 면하게 되었다.

### 부활의 날갯짓: 2010년대 후
2014년 11월 19일 알리안츠 파르키가 개장하였으며, 이듬 해부터 파우메이라스는 새로운 경기장에서 경기를 치르게 되었다. 2015 시즌을 앞두고 파우메이라스는 환골탈태하는 모습을 보였다. 오즈와우두 지 올리베이라를 선임하며, 새로운 감독과 함께 유소년 팀에서의 승격을 포함한 25명의 새로운 선수들과 계약을 맺었다. 캄페오나투 파울리스타의 결승전까지 진출했으나, 라이벌 팀인 산투스 FC에게 패배하였다. 이어서 전국 리그에서도 좋지 못한 경기가 이어지자, 6월 9일 오즈와우두 지 올리베이라 감독이 경질되었다. 바로 다음 날 마르셀루 올리베이라 감독을 선임하였다. 12월 2일 코파 두 브라질 결승전에서 산투스 FC를 꺾고 우승을 차지하며, 주리그에서의 설욕을 이뤄냈다. 이 컵대회에서의 우승으로 인해, 파우메이라스는 브라질에서 가장 많은 트로피를 들어올린 축구팀이 되었다.

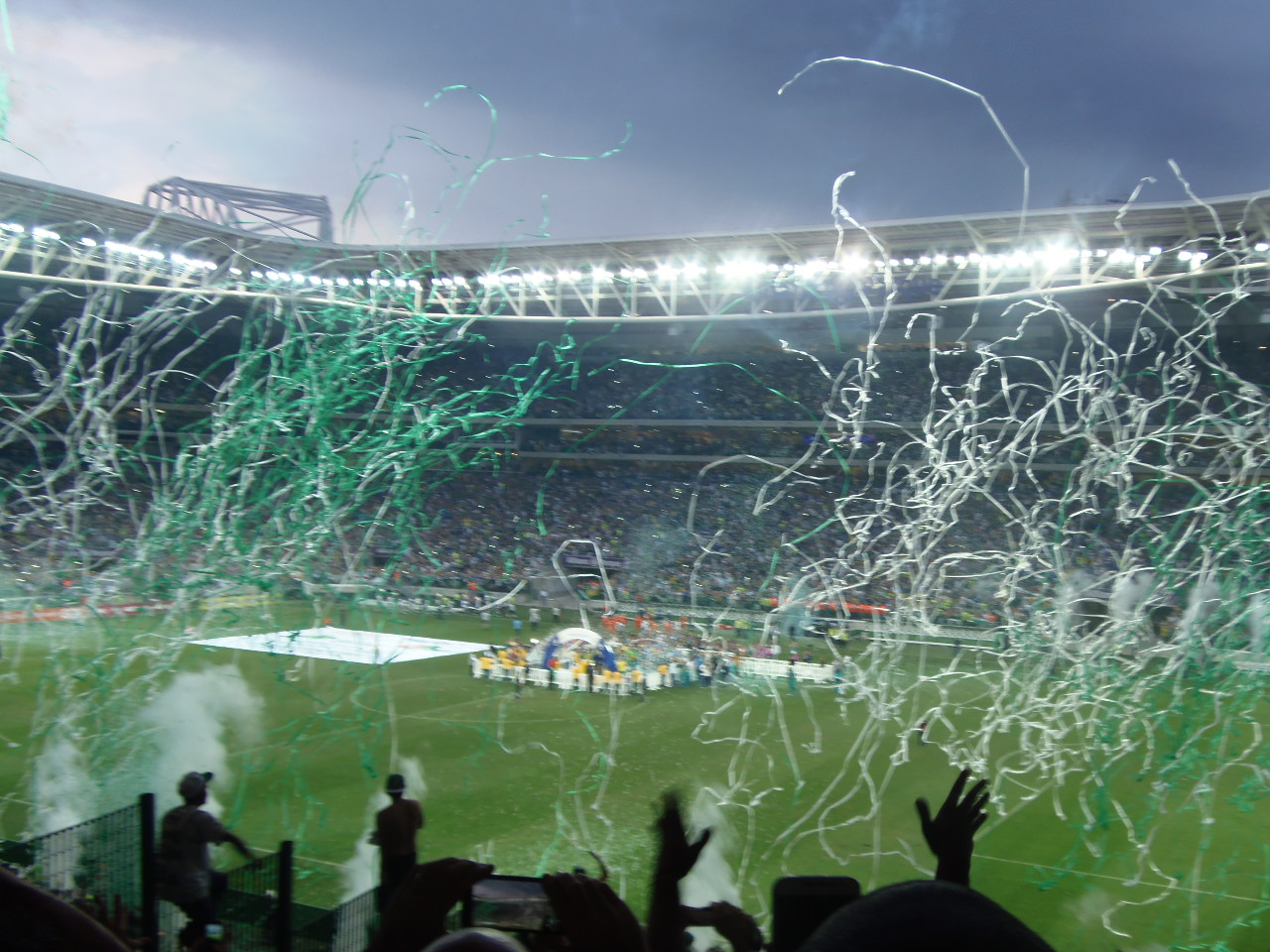
알리안츠 파르키의 파우메이라스 서포터들

2016년 3월 12일 파우메이라스는 쿠카를 새로운 감독으로 선임하였다. 이와 함께 에두 드라시나, 모이세스, 호제르 게지스, 제앙, 예리 미나, 체체 등과 같은 유수의 선수들과 계약을 맺었다. 또한 가브리에우 제주스의 등장으로, 파우메이라스는 2016 시즌에 막강한 화력을 자랑하며 1위를 질주하였다. 결국 1994 시즌 이후 22년만에 캄페오나투 브라질레이루 세리이 A 우승을 이루어냈다. 2016년 7월 12일 산투스 FC와의 경기에 40,035명이 경기장을 메우며, 구단 역대 최다 관중 기록을 세웠다. 그런데 같은해 11월 27일 우승 확정이 되던 샤페코엔시와의 경기에 40,986명이 들어차며, 기록을 반년만에 갈아치웠다.

## 선수단

### 현재 선수단
2025년 7월 14일 기준

참고: FIFA 자격 규정에 따라 소속된 국가대표팀 국기를 표시합니다. 선수는 복수의 FIFA 비회원국 국적을 가지고 있을 수 있습니다.
| 번호 | 포지션 | 국적     | 이름            |
| ---- | ------ | -------- | --------------- |
| 2    | DF     |          | 마르코스 호차   |
| 3    | DF     |          | 브루노 푸치스   |
| 12   | DF     |          | 메이케          |
| 13   | DF     |          | 미카엘          |
| 14   | GK     |          | 마르셀로 롬바   |
| 15   | DF     | 파라과이 | 구스타보 고메즈 |
| 21   | GK     |          | 웨베르통        |
| 23   | MF     |          | 라파엘 베이가   |

| 번호 | 포지션 | 국적 | 이름 |
| ---- | ------ | ---- | ---- |

### 임대 중인 선수
참고: FIFA 자격 규정에 따라 소속된 국가대표팀 국기를 표시합니다. 선수는 복수의 FIFA 비회원국 국적을 가지고 있을 수 있습니다.
| 번호 | 포지션 | 국적 | 이름                                                |
| ---- | ------ | ---- | --------------------------------------------------- |
| —    | GK     |      | 파비우 시모네크 (오에스치로 임대 중)                |
| —    | DF     |      | 브루누 안투니스 지 올리베이라 (빌라 노바로 임대 중) |
| —    | DF     |      | 페르난도 토비오 (보카 주니어스로 임대 중)           |
| —    | DF     |      | 레안드루 아우메이다 (인테르나시오나우로 임대 중)    |
| —    | DF     |      | 루카스 마르케스 (크루제이루로 임대 중)              |
| —    | DF     |      | 루이스 구스타부 (아바이로 임대 중)                  |
| —    | DF     |      | 마테우스 물레르 (나우치쿠로 임대 중)                |
| —    | DF     |      | 빅토르 루이스 (보타포구로 임대 중)                  |
| —    | DF     |      | 웰지뉴 (GE 브라지우로 임대 중)                      |
| —    | DF     |      | 웰링톤 다 시우바 핀투 (산타크루스 FC로 임대 중)     |
| —    | MF     |      | 아마라우 (코리치바 FC로 임대 중)                    |
| —    | MF     |      | 지에구 소우사 (페로비아리아로 임대 중)              |

| 번호 | 포지션 | 국적     | 이름                                            |
| ---- | ------ | -------- | ----------------------------------------------- |
| —    | MF     |          | 파트리크 비에이라 (상베르나르두로 임대 중)      |
| —    | MF     |          | 헤나투 (피게이렌시로 임대 중)                   |
| —    | MF     |          | 호브송 (크루제이루로 임대 중)                   |
| —    | MF     |          | 치아구 헤아우 (비토리아로 임대 중)              |
| —    | MF     | 파라과이 | 윌리암 멘디에타 (클루브 올림피아로 임대 중)     |
| —    | FW     |          | 레안드루 (코리치바로 임대 중)                   |
| —    | FW     |          | 마지뉴 (오에스치 FC로 임대 중)                  |
| —    | FW     |          | 루안 (아틀레치쿠 파라나엔시로 임대 중)          |
| —    | FW     |          | 파블로 모우체 (츠르베나 즈베즈다로 임대 중)     |
| —    | FW     |          | 미구에우 비안코니 (카마타마레 사누키로 임대 중) |
| —    | FW     |          | 비니시우스 산투스 시우바 (코리치바로 임대 중)   |

## 역대 감독
| 감독                     | 임기        |
| ------------------------ | ----------- |
| 자이르 페헤이라          | 1990        |
| 네우시뉴 바프치스타      | 1991 ~ 1992 |
| 반데를레이 루솀부르구    | 1993 ~ 1995 |
| 반데를레이 루솀부르구    | 1995 ~ 1996 |
| 루이스 펠리피 스콜라리   | 1997 ~ 2000 |
| 반데를레이 루솀부르구    | 2002        |
| 반데를레이 루솀부르구    | 2008 ~ 2009 |
| 루이스 펠리피 스콜라리   | 2010 ~ 2012 |
| 리카르도 가레카          | 2014        |
| 오즈와우두 지 올리베이라 | 2015        |
| 루이스 펠리피 스콜라리   | 2018 ~ 2019 |
| 반데를레이 루솀부르구    | 2020        |

## 기록

### 시즌별 세리이 A 성적
| 시즌 | 순위 | 시즌 | 순위 | 시즌 | 순위 | 시즌 | 순위 | 시즌 | 순위 |
| ---- | ---- | ---- | ---- | ---- | ---- | ---- | ---- | ---- | ---- |
| 1971 | 7위  | 1981 | 31위 | 1991 | 6위  | 2001 | 12위 | 2011 | 11위 |
| 1972 | 1위  | 1982 | -    | 1992 | 11위 | 2002 | 24위 | 2012 | 18위 |
| 1973 | 1위  | 1983 | 9위  | 1993 | 1위  | 2003 | -    | 2013 | -    |
| 1974 | 11위 | 1984 | 20위 | 1994 | 1위  | 2004 | 4위  | 2014 | 16위 |
| 1975 | 9위  | 1985 | 24위 | 1995 | 5위  | 2005 | 4위  | 2015 | 9위  |
| 1976 | 7위  | 1986 | 10위 | 1996 | 3위  | 2006 | 16위 | 2016 | 1위  |
| 1977 | 6위  | 1987 | 8위  | 1997 | 2위  | 2007 | 7위  | 2017 | 2위  |
| 1978 | 2위  | 1988 | 16위 | 1998 | 2위  | 2008 | 4위  |      |      |
| 1979 | 4위  | 1989 | 5위  | 1999 | 10위 | 2009 | 5위  |      |      |
| 1980 | 13위 | 1990 | 6위  | 2000 | 6위  | 2010 | 10위 |      |      |

### 역대 최다 득점자

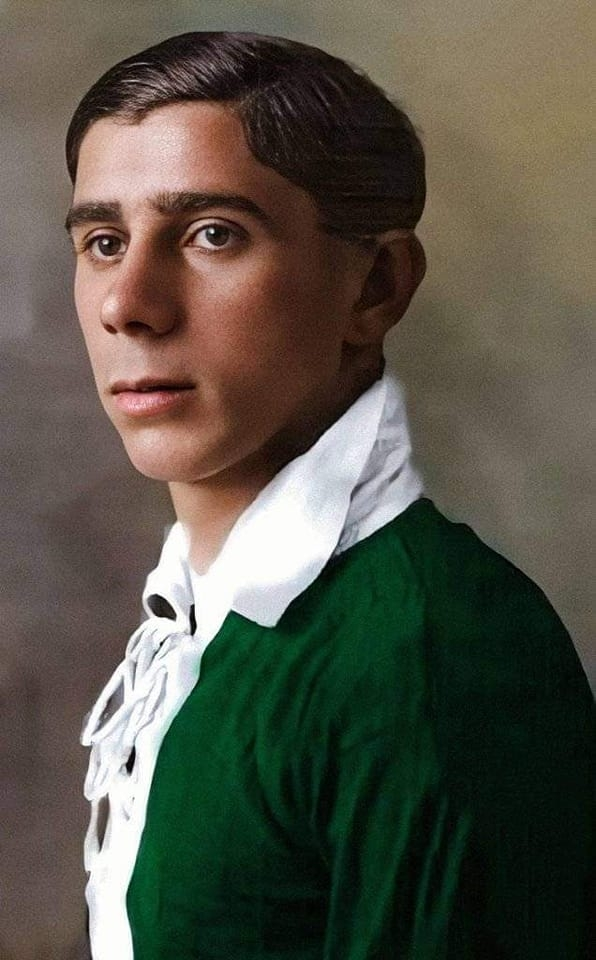
파우메이라스 역대 최다득점자인 에이토르

2016년 2월 1일 기준
| 순위 | 선수                  | 골  | 활동시기         |
| ---- | --------------------- | --- | ---------------- |
| 1    | 에이토르              | 327 | 1916-31          |
| 2    | 세자르 말루쿠         | 180 | 1967-74          |
| 3    | 아지미르 다 구이아    | 153 | 1961-77          |
| 4    | 리마                  | 149 | 1938-54          |
| 5    | 세르빌리우            | 140 | 1963-68          |
| 6    | 이바이르              | 127 | 1991-94, 1999    |
| 7    | 움베르투 토찌         | 126 | 1953-58, 1960-61 |
| 8    | 프란시스쿠 호드리게스 | 125 | 1950-55          |
| 9    | 루이지뉴              | 123 | 1916-31          |
| 10   | 투파지뉴              | 122 | 1963-68          |

### 시즌별 최다 득점자
| 시즌 | 선수              | 골 |
| ---- | ----------------- | -- |
| 2009 | 오비나            | 12 |
| 2010 | 클레베르          | 8  |
| 2011 | 루안              | 9  |
| 2012 | 에르난 바르코스   | 14 |
| 2013 | 알란 카르덱       | 14 |
| 2014 | 엔히케 도라두     | 16 |
| 2015 | 두두              | 12 |
| 2016 | 가브리에우 제주스 | 12 |

## 수상

### 우승 경력

#### 국제 대회
- 코파 리우 (클럽 월드컵 전신)
  - 우승 1회: 1951

#### 대륙 대회
- 코파 리베르타도레스
  - 우승 3회: 1999, 2020, 2021
- 코파 메르코수르
  - 우승 1회: 1998

- 레코파 수다메리카나
  - 우승 1회: 2022

#### 국내 대회
- 캄페오나투 브라질레이루 세리이 A
  - 우승 12회: 1960, 1967, 1967, 1969, 1972, 1973, 1993, 1994, 2016, 2018, 2022, 2023
- 코파 두 브라지우
  - 우승 4회: 1998, 2012, 2015, 2020
- 수페르코파 두 브라지우
  - 우승 1회: 2023
- 코파 두스 캄페옹스
  - 우승 1회: 2000
- 캄페오나투 브라질레이루 세리이 B
  - 우승 2회: 2003, 2013

- 토르네이우 리우-상 파울루
  - 우승 5회: 1933, 1951, 1965, 1993, 2000
- 캄페오나투 파울리스타
  - 우승 25회: 1920, 1926, 1927, 1928, 1932, 1932, 1933, 1934, 1936, 1940, 1942, 1944, 1947, 1950, 1959, 1963, 1966, 1972, 1974, 1976, 1993, 1994, 1996, 2008, 2020, 2022, 2023